# 進むべき道はない、だが進まなければならない…アンドレイ・タルコフスキー
進むべき道はない、だが進まなければならない…アンドレイ・タルコフスキー (すすむべきみちはない、だがすすまなければならない…アンドレイ・タルコフスキー、No hay caminos, hay que caminar - Andrej Tarkowskij)は、ルイジ・ノーノが晩年に作曲した管弦楽曲で初期の「中断された歌」に次ぐ代表作である。

## 概要
「カミナンテス(進み行く者)3部作」に含まれ、ノーノが1990年に没する3年前の1987年に作曲された最後の管弦楽作品である。武満徹の監修によるサントリーホールの「国際作曲委嘱シリーズ」からの委嘱によって作曲され、同年に高関健の指揮、東京シティ・フィルハーモニック管弦楽団によって11月28日に初演された。
作品の長いタイトルは、スペインにあるトレドの修道院の壁に刻まれた碑文から引用したとノーノは述べており、またノーノ自身における創作の上での理念でもある。

## 楽器編成
空間音楽のためオーケストラは全部で7グループに散らばるが、ここでは総楽器編成を記す。
フルート2（1番はピッコロ持ち替え）、クラリネット2（1番は小クラリネット持ち替え）、トランペット4、トロンボーン4、ティンパニ2人、大太鼓2、ボンゴ8、弦5部（14型相当）

## 構成
オーケストラを7つの器楽のグループに分割し、聴衆を取り囲むように配置されている。使用している音はト音(G音)と近接する四分音及び半音までの音程のみだが、特殊奏法や音の強弱などを変化させることで、多彩な音の持続を引き出している。音色、強弱、音高が曲における重要な要素であり、また空間内における音響の運動と密接に結びつけられている。
演奏時間は約23分(演奏によって16分もある)。

## カミナンテス3部作に含まれる作品
進み行くものよ…アヤクチョ(1986-87)
メゾ・ソプラノ、フルート、オルガン、ライヴ・エレクトロニクス、大小の合唱と3群の管弦楽のための
「進まねばならない」と夢見つつ(夢見ながら"歩かなければならない")(1989)
2台のヴァイオリンのための